# اختراق السوق
اختراق السوق مصطلح يشير إلى البيع الناجح للخدمات أو السلع في سوق معين. يُقاس بكمية حجم مبيعات سلعة أوخدمة موجودة بالمقارنة مع السوق المستهدف الكلي لهذه السلعة أو الخدمة. يُعتبر اختراق السوق أساس إستراتيجية نمو الأعمال الناتجة عن مصفوفة أنسوف في مجلة هارفارد بزنس ريفيو (ريتشاردسون، إم & إيفانس، سي. (2007)، في مقالة بعنوان «استراتيجيات التنوع». تُستخدم المصفوفة في الأعمال للمساعدة على تقييم وتحديد المراحل التالية التي على الشركة القيام بها لتحقق النمو الاقتصادي، والمخاطر المرتبطة بالاستراتيجية المختارة. مع وجود العديد من الخيارات المتاحة، تساعد المصفوفة على اختيار أكثرها ملاءمة للمنظمة.
تتضمن هذه الاستراتيجية بيع السلع أو المنتجات الحالية إلى السوق الموجود بهدف الاستيلاء على حصة سوقية أكبر. من الممكن أن يتضمن ذلك إقناع العملاء الحاليين بشراء المزيد وإقناع العملاء الجدد بالشروع بالشراء أو حتى كسب عملاء المنافسين. من الممكن تطبيق ذلك باستخدام طرق مثل التسعير المنافس، أو زيادة اتصالات السوق، أو استخدام أنظمة الجوائز مثل نقاط/حسومات الولاء. تتضمن الاستراتيجيات الجديدة استخدام طرق وإيجاد طرق جديدة لزيادة الأرباح والمبيعات والإنتاجية بهدف الحفاظ على المنافسة.

## التعريف
يشير مصطلح اختراق السوق إلى الطرق أو الاستراتيجيات المقترحة أو المعتمدة للتمكن من خلق سوق متخصص في السوق الموجود مسبقًا. على الرغم من إمكانية اختراق السوق خلال دورة حياة المؤسسة، من الممكن أن يساعد في المراحل الأولى لنشأتها على وجه الخصوص. يساعد على تأسيس المحطة الحالية للمؤسسة، وعلى تحديد الاتجاه الذي يجب عليها التوسع فيه لتحقيق نمو السوق. تكون النتائج الناجحة نتيجة المراقبة الدقيقة للموظفين والقادرة الأساسيين. يُعتبر الوقت عاملًا أساسيًا لتحقيق النمو في السوق، ومن الممكن أن يعتمد ذلك على الرفاه العام للسوق، ومنافسي المؤسسة، والأحداث الحالية. من الممكن أن تساعد الأسئلة، والعصف الذهني، والنقاشات على تحديد الوقت الأمثل لنمو السوق. من الممكن أن يتضمن ذلك الأسئلة المتعلقة بزيادة أو نقصان الحصة السوقية. من الممكن أن تنخفض المبيعات ولكن تُظهر وجود فرصة للمؤسسة، قد يكون ذلك هو الوقت المثالي لتقديم البدائل وبالتالي زيادة الحصة السوقية. قد يكون اختراق السوق مفيدًا في حال تراجع المبيعات، وعادة ما يحتاج الزبائن إلى أن يُعاد تقديمهم إلى الشركة أو أن يتم تذكيرهم بسبب حاجتهم إلى خدمات أو سلع شركة ما. بسبب تراجع اهتمام المستهلكين، على المنظمات الحفاظ على المرتبة الأولى بين المنافسين بصورة دائمة لتبقى على صلة بالمستهلكين.
تشمل بعض عوامل اختراق السوق التكاليف، والممارسات والتقنيات المتقدمة لإدارة الجرد (مثل التجديد المستمر والجرد الذي يشرف عليه البائع)، ومشاكل سلسة التوريد ووفورات الحجم (على سبيل المثال، تشانغ ولي 1995، تشين وآخرون 2005، غور وكيسافان 2005، وغور وآخرون 2005، وهندريكس وسنغال 2005، وهوسون وناندا 1995، وليبرمان وآخرون 1996).
يحقق كل من اختراق السوق، وتطويره، وتطوير المبيعات مجتمعين نمو السوق بالنسبة إلى شركة ما. يحاول إجمالي فرص النمو الرئيسية التي تنفذها الشركات إيصال المبيعات إلى أقصى حد ممكن عن طريق التركيز على المنتجات الحالية في الأسواق الحالية وعرض المنتجات في أسواق جديدة. يتضمن ذلك تطوير منتجات جديدة للأسواق الموجودة في وقت لاحق. يتمحور الأمر حول إيجاد طرق جديدة لتعزيز المبيعات، والحفاظ على ولاء العملاء، وزيادة الحصة السوقية. عند تطبيق التغييرات، على الشركات أن تحذر من التساهل مع العوائد والعملاء الحاليين. في حال تغيير ما يتعلق بالتعبئة والتغليف لمنتجات شركة معينة بشكل كبير، من الممكن أن لا يتعرف العملاء الحاليون على العلامة التجارية وبالتالي يختارون منتجًا أو خدمة من شركة منافسة. من الممكن أن يسبب التغيير الكبير قلق المستهلكين، لذلك يجب إجراء التغييرات بطريقة بارعة بهدف زيادة الحصة السوقية والاستفادة من الأرباح. على المديرين والقادة مراقبة ذلك خلال العملية برمتها للتأكيد على سلاسة التغييرات. سيساعد التخطيط الواضح على تقليل نسبة المخاطرة أيضًا، وسيقود لتحسينات وزيادة في الحصة السوقية.
بعض الخيارات المختلفة لاختراق السوق:
- تطوير خطة تسويقية جديدة لجذب مزيد من العملاء للشراء أو متابعة الشراء.
- تصبح الشركة ذات أسعار تنافسية كعامل متأرجح يدفع العملاء لاختيار خدمة أو سلعة ما منها بدلًا من أحد المنافسين.
- استخدام أساليب ترويجية أو عروض خاصة لجذب الانتباه.
- استخدام مصفوفة بوسطن لمعرفة أي المنتجات أو الخدمات يستحق المزيد من الاستثمار والوقت وأيها يمكن إهماله.
- شراء شركة منافسة (في الأسواق الناضجة) لتوسيع الحصة السوقية.

ليتسنى للشركة اتخاذ قرار ما اعتمادًا على الشبكة، على الشخص المعني أن يأخذ عدة عوامل بعين الاعتبار مثل اختراق السوق، وتطوير المنتج، وتطوير السوق والتنوع، فهي تقيس شعبية العلامة التجارية. تُعرّف شعبية العلامة التجارية على أنها عدد الأشخاص ممن يشترون من علامة تجارية معينة أو مجموعة من السلع مرة واحدة على الأقل خلال فترة زمنية محددة مقسومًا على حجم عدد سكان السوق المعني. تُعد إستراتيجية اختراق السوق إحدى استراتيجيات النمو الأربعة من مصفوفة نمو المنتج والسوق كما حددها إيغور أنسوف. يحدث اختراق السوق عند اختراق إحدى الشركات لسوق ما توجد فيه مسبقًا سلع مشابهة للسلع التي تطرحها. تُعتبر السيطرة على عملاء منافس آخر (جزء من حصته السوقية) إحدى طرائق القيام بذلك. تتضمن بعض الطرق الأخرى جذب غير المستخدمين لسلعة ما لاستخدامها أو إقناع عملاء حاليين باستخدام السلع أو الخدمات بشكل أكبر (عن طريق الإعلان مثلًا). طور أنسوف مصفوفة نمو المنتج والسوق لمساعدة الشركات على معرفة المحاسن التي يقدمها دخول سوق ما. استراتيجيات النمو الثلاث الأخرى في مصفوفة نمو المنتج والسوق هي:
- تطوير المنتج (الأسواق الموجودة، المنتجات الجديدة): لماكدونالدز مكان دائم في صناعة الوجبات السريعة، لكنها تسوق لأنواع جديدة من شطائر البرغر باستمرار.
- تطوير السوق (أسواق جديدة، منتجات موجودة): طرحت شركة آبل جهاز آيفون في سوق من الهواتف النقالة المتطورة.
- التنوع (أسواق جديدة، منتجات جديدة).

يشير مصطلح اختراق السوق إلى البيع الناجح لسلعة أو خدمة ما في سوق معين، وهو مقياس لكمية حجم مبيعات خدمة أو سلعة موجودة بالمقارنة مع السوق المستهدف الكلي لتلك السلعة أو الخدمة. يتضمن اختراق السوق استهداف بيع سلع أو خدمات موجودة في الأسواق المستهدفة لزيادة حصة/قيمة سوقية أفضل. يمكن تحقيق ذلك من خلال أربع طرق مختلفة بما فيها زيادة الحصة السوقية لسلع أو خدمات حالية، والسيطرة على الأسواق الحالية، وإصلاح سوق ناضج عن طريق احتكاره وإخراج المنافسين منه، أو زيادة استهلاك العملاء الحاليين.

## التأسيس
يمكن تعريف اختراق السوق على أنه نسبة الأشخاص في السوق الهدف ممن اشتروا (على الأقل مرة واحدة خلال فترة زمنية معينة) علامة تجارية معينة أو مجموعة من السلع. يُعتبر معدل الاختراق وحصته مقياسين رئيسين «لشعبية» منتج ما. معدل الاختراق (يُدعى أيضًا بالاختراق، أو اختراق العلامة التجارية، أو اختراق السوق حسب الضرورة) هو النسبة المئوية للتعداد السكاني المعني الذي اشترى علامة تجارية أو فئة معينة على الأقل مرة واحدة خلال الفترة الزمنية الخاضعة للدراسة. بينما تحدَّد حصة اختراق العلامة التجارية، على العكس من معدل الاختراق، بمقارنة التعداد السكاني لعملاء علامة تجارية معينة مع عدد عملائها في السوق المعني ككل.